# زانادو (ترانه)
«زانادو» (انگلیسی: Xanadu) ترانهٔ اصلی فیلم موزیکال زانادو (۱۹۸۰) است. این ترانه توسط جف لین، عضو گروه راک انگلیسی الکتریک لایت ارکسترا (ئی‌ال‌او) نوشته و با اجرای الیویا نیوتن جان، خواننده، ترانه‌سرا و بازیگر بریتانیایی استرالیایی، منتشر شده است. لین در این ترانه به سبک سایر آثارش در آلبوم موسیقی متن فیلم زانادو، آوازهای پس‌زمینه اجرا کرده و گروه الکتریک لایت ارکسترا نیز نوازندگی را بر عهده داشته است. به گفتهٔ لین، این ترانه از جمله کم‌علاقه‌ترین اثر او در میان آثارش به‌شمار می‌آید. این ترانه در ژوئن ۱۹۸۰ به صورت تک‌آهنگ منتشر شد و در چند کشور اروپایی به رتبهٔ نخست جدول‌های فروش رسید. همچنین تنها تک‌آهنگ الکتریک لایت ارکسترا بود که توانست در بریتانیا به جایگاه اول برسد و به مدت دو هفته در ژوئیهٔ ۱۹۸۰ در این جایگاه باقی ماند. این اثر از سوی صنعت ضبط صدای بریتانیا گواهی نقره‌ای دریافت کرد و در جدول بیلبورد هات ۱۰۰ ایالات متحده نیز تا رتبهٔ هشتم صعود کرد.